# Resaltado de sintaxis
El resaltado de sintaxis, a veces llamado coloreado de sintaxis, es una capacidad de algunos editores de texto para diferenciar elementos de texto (especialmente el llamado código fuente) mediante diversos colores o estilos tipográficos, dependiendo de las categorías sintácticas de sus términos, conforme a las reglas de algún lenguaje formal concreto.
Este resaltado se utiliza a modo de notación secundaria, habitualmente para mejorar la legibilidad del código fuente de programas o de textos escritos en algún lenguaje de marcado, permitiendo aumentar la productividad de los programadores. Los estilos aplicados por defecto dependen de cada programa informático, alguno de los cuales permiten configurar los estilos e incluso reconocer diversos lenguajes.

## Visión general
La interpretación del texto no varía en absoluto al resaltar sus elementos. Los cambios en la representación del texto cumplen una función visual identificativa y no semántica, sólo se usan para transmitir información al lector humano. Por tanto, en el caso del código fuente de un programa, los intérpretes y los compiladores lo ignoran. No forman parte ni del lenguaje formal en sí, ni del texto, por lo que tampoco se guardan en el fichero, sino que se analiza cada vez que se carga.
A veces, estos editores pueden resaltar las llaves, paréntesis y corchetes de forma que al posicionar el cursor sobre uno de ellos, se destacan los dos elementos, tanto el de apertura como el de cierre — y lo mismo ocurre con otros elementos que se presentan en pares, como las etiquetas HTML. Esto es de gran ayuda al escribir programas con gran número de anidamientos hechos con estos elementos.

## Ejemplo
Abajo se muestra una porción de código en lenguaje C:
| Presentación estándar                                                                                      | Resaltado de sintaxis                                                                                      |
| --- | --- |
| /* Hello World */ #include <stdlib.h> #include <stdio.h> int main() { printf("Hello World\n"); return 0; } | /* Hello World */ #include <stdlib.h> #include <stdio.h> int main() { printf("Hello World\n"); return 0; } |

## Programas con resaltado de sintaxis
- Scintilla
  - Notepad++
  - Notepad2
  - SciTE
  - Geany
- Vim
- Emacs
- gedit
- El visor de código fuente de la mayoría de los navegadores web.